# Luân chuyển nhiệt muối

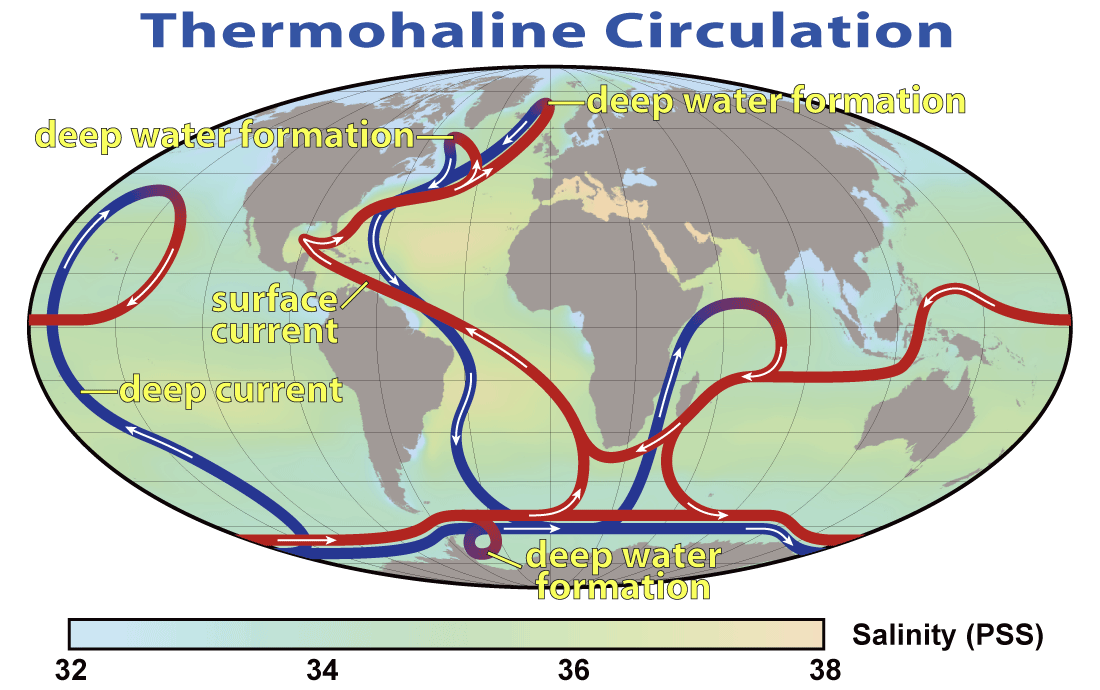
Một bản tóm tắt về con đường của luân chuyển nhiệt muối. Đường dẫn màu xanh tượng trưng cho dòng nước sâu, trong khi đường dẫn màu đỏ đại diện cho dòng chảy bề mặt.

Luân chuyển nhiệt muối là một phần của luân chuyển đại dương được điều khiển bởi gradien mật độ toàn cầu được tạo ra bởi nhiệt bề mặt và các thông lượng nước ngọt. Dòng chảy bề mặt được gió đẩy (chẳng hạn như Dòng chảy vịnh) về phía cực từ Đại Tây Dương xích đạo, mát đi trên đường và cuối cùng chìm xuống tại các vĩ độ cao (hình thành Nước sâu Bắc Đại Tây Dương). Nước dày đặc này sau đó chảy vào các lưu vực đại dương.
Trong khi phần lớn của nó trồi lên ở Nam Đại Dương, vùng biển lâu đời nhất (với thời gian vận chuyển khoảng 1000 năm)  nước trồi ở Bắc Thái Bình Dương. Do đó, sự pha trộn mở rộng diễn ra giữa các lưu vực đại dương, làm giảm sự khác biệt giữa chúng và biến Trái Đất trở thành một hệ thống toàn cầu. Nước trong các mạch này vận chuyển cả năng lượng (dưới dạng nhiệt) và khối lượng (chất rắn hòa tan và khí) trên toàn cầu. Như vậy, trạng thái lưu thông có tác động lớn đến khí hậu của Trái Đất.
Luân chuyển nhiệt muối đôi khi được gọi là băng chuyền đại dương, băng tải đại dương hay băng tải toàn cầu. 